# پیج (داکوتای شمالی)
پیج(به انگلیسی: Page) شهری در ایالت داکوتای شمالی کشور ایالات متحده آمریکا است که جمعیت آن در سرشماری سال ۲۰۱۰ میلادی، ۲۳۲ نفر بوده‌است.